# Sory Ibrahim Diarra
Sory Ibrahim Diarra (Ségou, 28 febbraio 2000) è un calciatore maliano, attaccante dell'Haugesund e della nazionale maliana.

## Carriera

### Club
Ha iniziato la sua carriera in Mali con le maglie di Étoiles du Mandé e Bamako. Nel 2019 è approdato in Europa dove ha firmato con il Ceahlăul e l'anno seguente ha firmato con il Petrolul Ploiești. Ha debuttato il 1º novembre 2020 nell'incontro di Liga II perso 2-1 contro il Farul Costanza. Nel gennaio del 2021 è stato ceduto in prestito fino a fine stagione all'Unirea Slobozia.
Il 21 febbraio 2023 ha lasciato la Romania per firmare con l'Haugesund, club della prima divisione norvegese.

### Nazionale
Ha debuttato con la nazionale maliana il 6 settembre 2024 nell'incontro di qualificazione per la Coppa d'Africa 2025 contro il Mozambico.

## Statistiche

### Cronologia presenze e reti in nazionale
| Cronologia completa delle presenze e delle reti in nazionale ― Mali | Cronologia completa delle presenze e delle reti in nazionale ― Mali | Cronologia completa delle presenze e delle reti in nazionale ― Mali | Cronologia completa delle presenze e delle reti in nazionale ― Mali | Cronologia completa delle presenze e delle reti in nazionale ― Mali | Cronologia completa delle presenze e delle reti in nazionale ― Mali | Cronologia completa delle presenze e delle reti in nazionale ― Mali | Cronologia completa delle presenze e delle reti in nazionale ― Mali |
| Data                                                                | Città                                                               | In casa                                                             | Risultato                                                           | Ospiti                                                              | Competizione                                                        | Reti                                                                | Note                                                                |
| ------------------------------------------------------------------- | ------------------------------------------------------------------- | ------------------------------------------------------------------- | ------------------------------------------------------------------- | ------------------------------------------------------------------- | ------------------------------------------------------------------- | ------------------------------------------------------------------- | ------------------------------------------------------------------- |
| 6-9-2024                                                            | Bamako                                                              | Mali                                                                | 1 – 1                                                               | Mozambico                                                           | Qual. Coppa d'Africa 2025                                           | -                                                                   | 63’                                                                 |
| Totale                                                              |                                                                     | Presenze                                                            | 1                                                                   |                                                                     | Reti                                                                | 0                                                                   |                                                                     |